# Classe Ghadir
La classe Ghadir (persan: غدیر, prononcé [ɣædiːɾ] ; nommée ainsi d’après le Ghadir Khumm) est une classe de sous-marins de poche construits par l’Iran spécifiquement pour naviguer dans les eaux peu profondes du golfe Persique. La Marine de la république islamique d'Iran est le seul opérateur de cette classe, dont tous les sous-marins servent dans la flotte du Sud. Aucun sous-marin de cette classe n’est actif dans la flotte du Nord, c’est-à-dire dans la mer Caspienne.

## Historique
L’Iran avait montré de l’intérêt pour les sous-marins de poche dans les années 1980. Selon les auteurs de Conway’s All The World’s Fighting Ships, l’Iran a assemblé à Bandar Abbas un sous-marin de poche qui a été achevé en 1987 dans une tentative infructueuse. L’Iran aurait acheté à la Corée du Nord un deuxième sous-marin de poche d’un autre modèle, qui fut livré en 1988. Il est allégué qu’en 1993, neuf sous-marins de poche ont été importés de Corée du Nord. Ils ont un déplacement de 76 tonnes en surface et 90 tonnes en immersion, avec une vitesse maximale comprise entre 8 nœuds (15 km/h) et 12 nœuds (22 km/h).
L’existence de la classe Ghadir a été connue pour la première fois en février 2004. Un rapport non classifié de 2017 de l’Office of Naval Intelligence des États-Unis a déclaré que l’Iran avait acheté au moins un sous-marin de classe Yono à la Corée du Nord cette année-là.
En mai 2005, l’Iran a annoncé qu’il avait commencé la production de masse de ses propres sous-marins de poche indigènes et a diffusé à la télévision des images d’un d’entre eux naviguant en surface . Plus tard ce mois-là, le sous-marin a été testé lors de la troisième phase de l’exercice militaire Ettehad 84.
En novembre 2007, le commandant de l’IRIN, le commodore Habibollah Sayyari, a déclaré que le deuxième navire de la classe avait été achevé après dix ans de construction. Le guide suprême iranien Ali Khamenei aurait déclaré aux commandants de la marine iranienne le jour du lancement du sous-marin : « Aujourd’hui, vous avez été en mesure de concevoir et de construire de nombreuses exigences militaires. Nous sommes devenus autosuffisants par rapport à d’autres pays».
En mai 2014, l’un des navires de la classe (le Ghadir 953) a navigué dans l’océan Indien pour faire escale à Karachi, au Pakistan, avec un groupe naval composé des IRIS Falakhon (P226), IRIS Khanjar (P230), IRIS Hendijan (1401) et IRIS Deylam (424), participant à un exercice conjoint avec des navires de la marine pakistanaise,.

## Conception
Les sources sont incohérentes sur la classe dont les sous-marins Ghadir sont dérivés. Lorsqu’il a été dévoilé pour la première fois, certains experts ont souligné qu’il est similaire en apparence aux sous-marins de classe Yugo, tandis que ceux qui avaient une opinion contradictoire ont déclaré qu’ils sont environ 1,5 fois plus grands que ces derniers et plus similaires à la classe Sang-O.
D’autres sources disent qu’ils sont basés sur la classe Yono,.
Les sous-marins Ghadir ont un déplacement de 117 tonnes en surface et 125 tonnes en immersion. La classe Ghadir a une longueur de 29 m, une largeur de 9 m et un tirant d'eau de 8,2 m. Les sous-marins ont une vitesse maximale en surface de 10 nœuds (19 km/h) et une vitesse maximale en immersion de 8 nœuds (15 km/h).
Ils ont une hélice secondaire rétractable et sont propulsés par des moteurs Diesel-électriques. Ils sont armés de deux tubes lance-torpilles de 21 pouces (533 mm),.
Les sous-marins de cette classe sont équipés de sonars d’un type inconnu.
L’équipage d’un Ghadir compte sept officiers et hommes du rang.

## Capacités opérationnelles
Les sous-marins Ghadir auraient lancé différents types de torpilles, à savoir Valfajr et Hoot. Les missiles de croisière anti-navires Nasr-1 et Jask-2 auraient tous deux été lancés avec succès, ce dernier étant développé spécifiquement pour le lancement à partir de sous-marins. Les navires de la classe sont également capables de poser des mines marines en plus de récupérer des hommes-grenouilles pour des opérations spéciales. On suppose qu’ils ont « une endurance extrêmement limitée  », tout en étant décrits comme « très maniables », ainsi que capables de « se poser silencieusement en immersion en attendant sa proie ». Considérant que les sous-marins Ghadir ne pouvaient posséder que deux torpilles ou missiles, Joseph Trevithick écrit que les Iraniens pourraient envisager de les utiliser « en masse pour lancer des barrages de missiles ».
Vijay Sakhuja, directeur de la National Maritime Foundation, commente que la classe est « [la] plus difficile à détecter, en particulier lorsqu’elle est posée sur le fond marin et que cela pourrait être la tactique que la marine iranienne pourrait employer pendant des hostilités. De plus, compte tenu de leur nombre, ceux-ci pourraient submerger la supériorité technologique de l’ennemi ».
Selon le capitaine de la marine américaine Tracy A. Vincent, les sous-marins Ghadir peuvent fournir une capacité de surveillance supplémentaire et créer une nouvelle couche de défense pour les forces navales iraniennes. Le commandant Daniel Dolan soutient que les sous-marins sont bien conçus à des fins de guérilla, d’embuscade et de déni d’accès de zone, les décrivant comme potentiellement plus consommables par rapport aux sous-marins d'attaque conventionnels de classe Kilo. Il soutient que la flotte américaine est sujette à un environnement de menace élevée créé par le grand nombre de ces « menaces petites mais mortelles ». Le commandant de la Royal Navy Ryan Ramsey, qui était capitaine du sous-marin nucléaire HMS Turbulent dans le golfe Persique, a déclaré que les sous-marins constituent une menace pour les forces occidentales opérant dans la région, ajoutant que « les classe Ghadir sont de minuscules sous-marins mais ont suffisamment de torpilles pour couler quelques navires ».
Mark Episkopos estime que les sous-marins Ghadir maintiennent de « fortes capacités offensives » qui contribuent à rendre la flotte sous-marine de l’Iran « dangereuse ».
Le commandant de l’IRIN, Hossein Khanzadi, a déclaré que la classe « peut faire ce que les U-Boote ont fait pendant la Seconde Guerre mondiale ».

## Nombre de navires construits
L’Iran ne divulgue pas le nombre de ses sous-marins. Les sources diffèrent dans la détermination du nombre de sous-marins Ghadir construits et exploités, avec des estimations allant de 10 à 21 unités en 2019.
Selon l’édition 2020 du Military Balance publiée par l’Institut international d'études stratégiques (IISS), l’Iran exploite 14 sous-marins de cette classe. Farzin Nadimi du Washington Institute a estimé qu’environ 20 sont en service en 2020.
Jane's Fighting Ships rapporte que l’un d’eux a été perdu en avril 2014 lors d’un exercice, tandis que le renseignement militaire américain affirme qu’il aurait été coulé en patrouille, peut-être en raison d’une collision avec des rochers.
Anthony Cordesman a écrit en 2016 que l’Iran compte jusqu’à 17 sous-marins de classe Ghadir.

## Mises en service connues
Cette liste peut être incomplète.

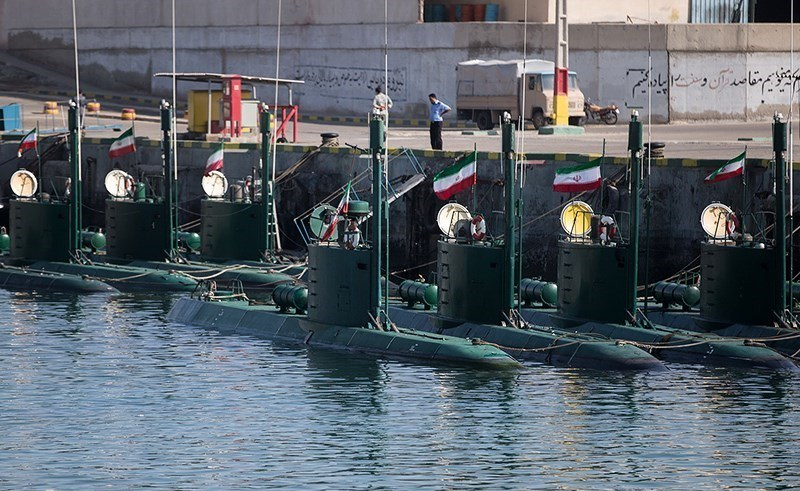
Huit sous-marins de classe Ghadir amarrés en 2016

- Mai 2005 : 1 unité (au moins, possible plus)[1],[26]
- 28 novembre 2007 : 1 unité[3],[27]
- 27 novembre 2008 : 1 unité[3]
- 1er juin 2009 : 3 unités[28]
- 28 novembre 2009 : 2 unités[29]
- 8 août 2010 : 4 unités[3],[30]
- 26 novembre 2011 : 3 unités[3],[31]
- 10 février 2012 : 2 unités[3],[32]
- 28 novembre 2012 : 2 unités[33]
- 28 novembre 2018 : 1 unité (numéro de fanion 955)[34]

## Remise en service après révision
- 28 novembre 2018 : 1 unité (numéro de fanion 942)[34]
- 8 avril 2020 : 1 unité[35]